# Rectángulo cordobés
El rectángulo cordobés es un rectángulo que muestra una proporción entre sus lados {\displaystyle L_{1}} y {\displaystyle L_{2}} igual a:
El valor de esta proporción es 1,306562964 y es la denominada proporción cordobesa. La primera expresión es la que obtuvo De La Hoz, las otras son expresiones matemáticas más adecuadas. Esta proporción matemática surge como la relación entre el radio de la circunferencia circunscrita al octógono regular y el lado de éste. Teniendo en cuenta esta relación es muy fácil construir un rectángulo cordobés, basta con bisectar un ángulo recto y el lado obtenido dividido entre el radio. El valor de esta proporción es inferior al número áureo.  
Su descubrimiento y estudio se debe al arquitecto afincado en Córdoba Rafael de la Hoz Arderius.

## La proporción cordobesa
El arquitecto Rafael de La Hoz (1924-2000), en el estudio de las razones en las dimensiones de la Mezquita de Córdoba y otros diseños árabes de la urbe andaluza, se encontró con la aparición reiterada del número
Es decir igual a 1,306562964876.... El arquitecto llamó a este número la proporción cordobesa